# Nemosenecio
Nemosenecio é um género botânico pertencente à família Asteraceae.
1. ↑  «Nemosenecio — World Flora Online». www.worldfloraonline.org. Consultado em 19 de agosto de 2020